# Dżazirat Kamaran

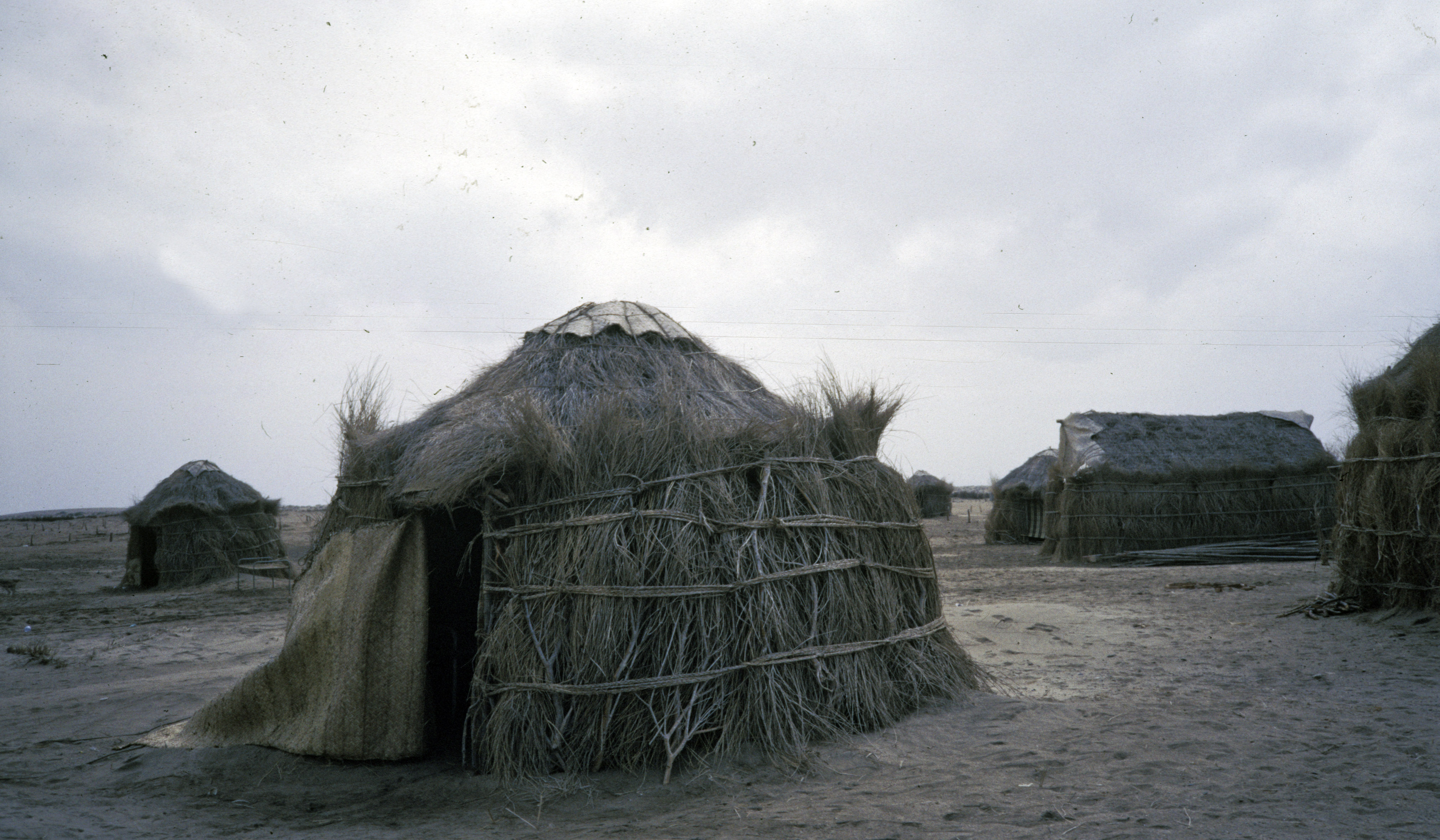
Wioska na wyspie Kamaran (1988)

Dżazirat Kamaran (arab. ‏جزيرة كمران‎, Jazīrat Kamarān) – największa jemeńska wyspa na Morzu Czerwonym. Jest największą wyspą archipelagu Kamaran. Leży na szelfie kontynentalnym i znajduje się w odległości zaledwie 2 km od azjatyckiego brzegu. Jej długość to około 22 km, a maksymalna szerokość – około 8 km. Administracyjnie należy do muhafazy Al-Hudajda.

## Opis wyspy
Jest to wyspa pustynna i nizinna – najwyższy punkt na wyspie wznosi się na wysokość 24 m n.p.m. U wybrzeży wyspy rosną lasy namorzynowe. Otaczają ją rafy koralowe, częściowo zniszczone przez działalność człowieka.
Średnia roczna temperatura na wyspie wynosi 29° C i należy do najwyższych w świecie. Panuje tu wysoka wilgotność powietrza i występują burze piaskowe. Opady deszczu są niewielkie – średnio 54 mm rocznie (1987).
Jedyną większą miejscowością na wyspie jest Kamaran, oprócz niej znajduje się tu tylko kilka zgrupowań chat rybackich. Wyspa eksportuje suszone ryby oraz węgiel drzewny. Oprócz rybołówstwa mieszkańcy zajmują się także poławianiem pereł i koralowców.
Kamaran posiada lotnicze połączenie z Jemenem.

## Historia wyspy
Już Persowie umieścili tu swój garnizon, choć niewykluczone, że wyspa była zamieszkana znacznie wcześniej. W 1523 roku wyspę zajęli Portugalczycy i wybudowali tu fortecę, obecnie znajdującą się w stanie ruiny. W 1620 roku wyspę zajęli Turkowie osmańscy. W XIX wieku utworzono tu stację kwarantanny w miejscowości Kamaran dla muzułmanów przybywających z pielgrzymką do Mekki. W trakcie I wojny światowej w czerwcu 1915 roku wyspę zajęli Brytyjczycy i zarządzali nią z Adenu, jednak nie została ona formalnie przyłączona do tej kolonii. W 1923 roku na mocy traktatu w Lozannie Turcja zrzekła się swych roszczeń do wyspy, jej status nie został jednak uregulowany. Gdy Arabia Saudyjska wybudowała swoją własną stację kwarantanny dla pielgrzymów, miejscowość Kamaran podupadła i częściowo opustoszała.
W 1967 roku wyspa Kamaran weszła w skład niepodległego Jemenu Południowego. Jemen Północny rościł pretensje do wyspy, a od 6 października 1972 roku rozpoczął jej okupację, która trwała do 1990 roku, kiedy oba te państwa się połączyły.